# Bernard Martin (environnementaliste)
Pour les articles homonymes, voir Bernard Martin et Martin.
Bernard Martin est un pêcheur et environnementaliste canadien. Il a reçu le prix Goldman pour l'environnement en 1999. 

## Jeunesse
Martin est né et a grandi dans une famille de pêcheurs à Petty Harbour, à Terre-Neuve. Il poursuit les pratiques traditionnelles de pêche à la morue de sa famille en tant que pêcheur de quatrième génération, . 

## Moratoire sur la pêche à la morue
La pêche à la morue a été un mode de vie à Terre-Neuve pendant des siècles, mais après la Seconde Guerre mondiale, la surpêche commerciale et les facteurs environnementaux ont commencé à faire des ravages, avec des populations en déclin. Martin et d'autres pêcheurs côtiers ont remarqué la diminution de leurs prises et ont alerté les représentants du gouvernement de la situation. Ils espéraient qu'une réduction préventive des quotas de morue pourrait freiner la baisse. Ils sont allés jusqu'à créer une zone de pêche protégée autour de Petty Harbour / Maddox Cove et ont formé une coopérative de pêcheurs en 1983 pour prendre le contrôle de l'industrie locale. Cependant, les pêcheries hauturières à grande échelle ont reconnu beaucoup plus tard le ralentissement et ont continué à pêcher, conduisant finalement à l'effondrement de l'industrie.  Les équipements de pêche modernes comme les filets maillants de fond monofilament sont particulièrement agressifs pour les écosystèmes marins. Martin et d'autres ont continué à informer les représentants du gouvernement que cela n'était pas viable. 
En 1992, le gouvernement canadien a interdit la pêche commerciale à la morue dans l'espoir que les populations de poissons augmenteraient. Après le moratoire sur la pêche commerciale, Martin a fait remarquer que bon nombre d'entre eux complétaient encore leur alimentation par la pêche récréative, mais que cela avait également été interdit en 1994. Entre la perte de revenus et la nécessité de remplacer la valeur nutritive de la morue par des articles d'épicerie supplémentaires, bon nombre de Terre-Neuve ont éprouvé des difficultés financières. Martin, bien que conscient de l'importance environnementale de l'interdiction, a néanmoins été déçu par l'interdiction de la pêche récréative, car cela a forcé les familles et les communautés à abandonner les habitudes de plusieurs générations pour un nouveau style de vie. . 

## Travail environnemental et prix
Avant et après le moratoire, Martin a entrepris de faire connaître son expérience et la mauvaise gestion de l'industrie de la morue dans l'espoir que d'autres écosystèmes marins pourraient être mieux préservés. Il a partagé les leçons apprises en Alaska, au Nicaragua, en Nouvelle-Zélande et en Érythrée. Il a également établi des analogies entre la surpêche de la morue et l'exploitation forestière des forêts anciennes de la côte ouest. Il a été arrêté près de Clayoquot Sound pour avoir participé à un blocus contre la coupe à blanc en 1993. 
Il a aidé à fonder une organisation de pêcheurs pour la revitalisation des communautés et des écosystèmes (Fishers Organized for the Revitalization of Communities and Ecosystems, FORCE) qui a été soutenue par les Nations unies. Il a également travaillé sur le Sentinel Survey pour étudier les stocks de morue et déterminer si la dévastation aurait pu être évitée. Il a agi à titre de coordonnateur du Caucus des océans de Terre-Neuve-et-Labrador pendant un an. Il a critiqué l'utilisation des filets traînants. 
Martin a été récipiendaire du Prix Goldman pour l'environnement en 1999 après avoir été nommé par le Sierra Club Canada (en) en reconnaissance de son plaidoyer pour sauver l'industrie de la morue de la surpêche et des pratiques commerciales nuisibles comme le chalutage. Il avait l'intention d'utiliser l'argent du prix pour rembourser les dettes résultant de l'interdiction, pour subvenir aux besoins de ses quatre enfants et pour redonner à des œuvres caritatives. Il était heureux que la cause puisse gagner en crédibilité grâce à son prix. 
En 2012, la morue restait rare et les écologistes recommandaient que des mesures similaires soient prises sur la côte est des États-Unis également malgré d'éventuelles répercussions économiques. Bien que les mollusques et crustacés remplacent la morue comme principal marché, les pêcheurs canadiens font plus attention à respecter les limites de capture recommandées pour préserver des populations saines et durables. Martin lui-même est passé à la pêche au crabe. Il est optimiste sur le fait que les stocks de morue se rétablissent lentement. 